# Victoria plantei
Victoria plantei är en fjärilsart som beskrevs av Claude Herbulot 1977. Victoria plantei ingår i släktet Victoria och familjen mätare. Inga underarter finns listade i Catalogue of Life.